# Dernier train pour Busan
Série
Seoul Station
(2016)
Pour plus de détails, voir Fiche technique et Distribution.
Dernier train pour Busan (hangeul : 부산행 ; hanja : 釜山行 ; RR : Busanhaeng) est un film d'horreur sud-coréen réalisé par Yeon Sang-ho, sorti en 2016.
Quelques mois après la sortie du film, un préquel animé, Seoul Station, est conçu par le même réalisateur. Une suite est également réalisée en 2020, Peninsula.

## Synopsis
Un chauffeur de camion est arrêté sur une petite route par des hommes portant des tenues de protection contre les risques biologiques. Ils désinfectent son véhicule avant de le laisser passer. Peu après, il percute une chevrette qui, bien que morte, se relève.
Seok-woo, un courtier en bourse, vit à Séoul avec sa fille Soo-ahn, mais il est peu attentionné envers elle : il ne va pas à une fête à l'école où elle doit chanter, il lui offre un cadeau pour son anniversaire qu'il lui avait déjà offert pour la journée des enfants. Soo-ahn lui dit alors qu'elle veut aller voir sa mère à Busan dès le lendemain. Le lendemain, ils embarquent dans le Korea Train Express (KTX), un train rapide qui doit les amener de Séoul à Busan. Juste avant le départ, une jeune fille qui semble malade réussit à monter dans le train ; et alors que le train quitte la gare, celle-ci est envahie par un groupe d'individus qui attaquent le chef de quai.

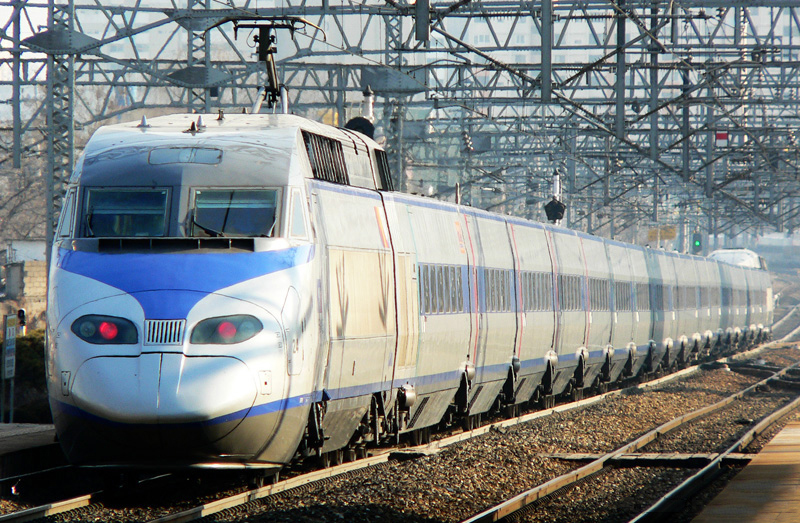
Un KTX (Korea Train eXpress).

Sur les chaînes de télévision diffusées dans le train, des informations rapportent que des troubles sont en cours dans beaucoup de villes du pays, tandis que le gouvernement dédramatise la situation et appelle la population au calme. La jeune fille malade s'est glissée dans des toilettes ; dans d'autres toilettes, le steward découvre un vagabond apparemment en état de choc, dont il ne parvient à tirer que des propos incohérents. La jeune fille finit par avoir une crise semblable à une crise d'épilepsie ; l'hôtesse qui la découvre tente de l'aider, mais en vain. Elle est attaquée par la jeune fille lorsque celle-ci ressuscite, ce qui déclenche une attaque dans tout le reste du train. Seok-woo et Soo-ahn arrivent à y échapper, Seok-woo manquant d'abandonner à leur sort un couple dont la femme, Seong-kyeong, est enceinte ; le mari, Sang-hwa, lui en veut fortement et le méprise ouvertement en apprenant son métier, ce qui ne surprend guère Soo-ahn.

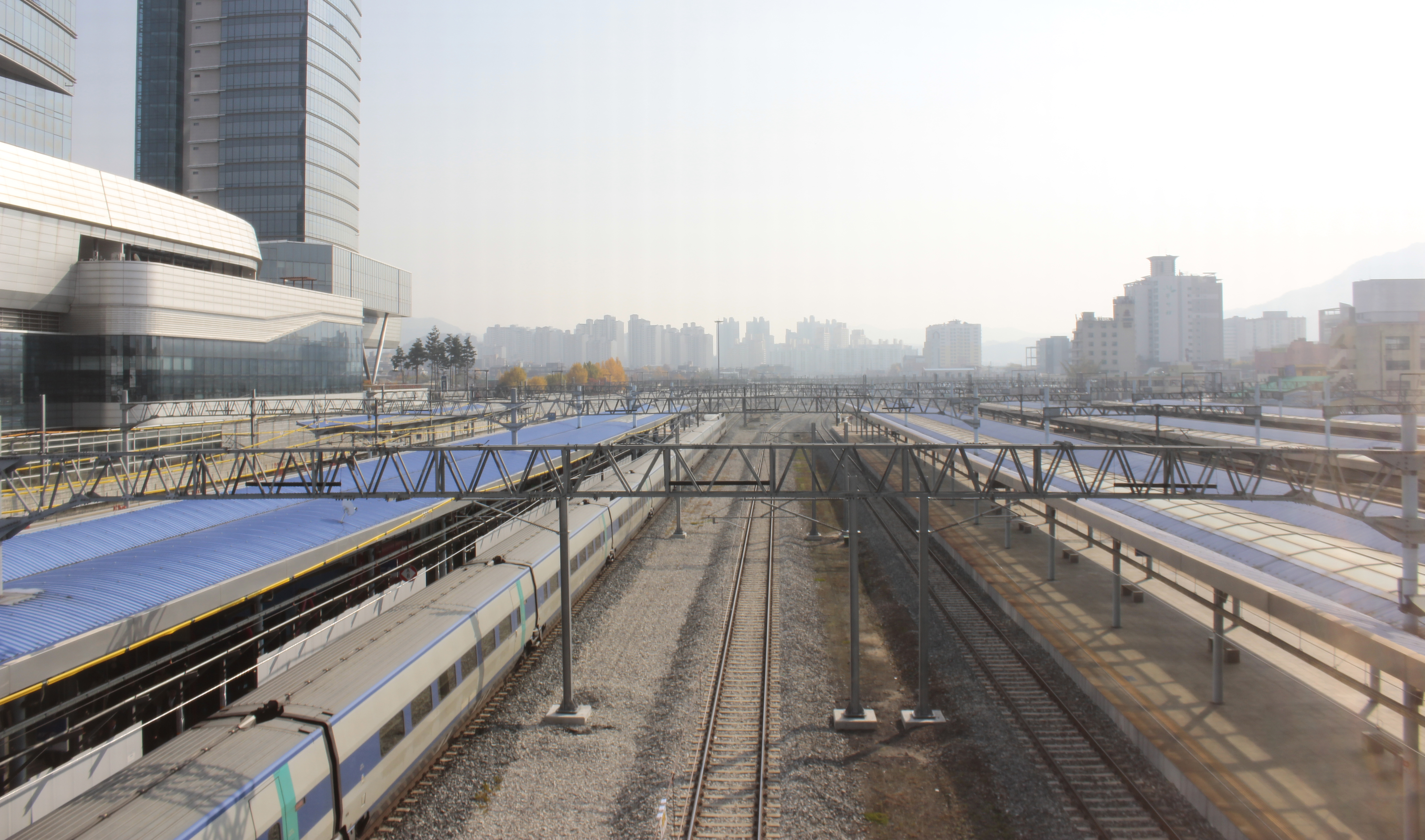
La gare de Daejeon.

Les passagers qui survivent à cette attaque sont alors répartis en tête ou en queue de train. Celui-ci s'arrête à Daejeon, où l'armée est censée prendre en charge les rescapés. Un des clients de Seok-woo, militaire, lui précise de prendre une sortie différente de celle des autres passagers pour éviter la quarantaine. Mais l'armée présente aux abords de la gare est également contaminée ; les rescapés sont décimés par cette seconde attaque, et ceux qui parviennent à s'enfuir remontent dans le train pour se retrouver nez-à-nez avec les premiers contaminés. Seule une vingtaine d'entre eux parviennent à reprendre le train avant qu'il ne reparte pour Busan. Mais Seok-woo, Sang-hwa et Yeong-gook, le dernier rescapé d'une équipe de baseball, sont en voiture 9, séparés des autres rescapés ; quant à Seong-kyeong et Soo-ahn, elles sont avec le vagabond et une vieille dame dans les toilettes de la voiture 13, juste à côté des contaminés. Le reste des rescapés, dont Yong-seok, dirigeant d'une compagnie de bus, Jin-hee, la petite amie de Yeong-gook, ainsi que la sœur cadette de la vieille dame, sont au-delà de la voiture 14, vers la tête du train. Seok-woo, Sang-hwa et Yeong-gook décident d'avancer wagon par wagon en se confrontant aux contaminés, dans l'espoir de sauver leurs familles ; ils profitent de l'absence de vision des malades dans les tunnels pour échapper à leur vigilance, et arrivent jusqu'aux toilettes de la voiture 13.
Mais dans le wagon des rescapés, la nouvelle de leur arrivée déclenche une contre-mesure ordonnée par Yong-seok : convaincus que les arrivants seront forcément contaminés, les passagers bloquent la porte, qu'Yeong-gook et Seok-woo arrivent à forcer ; ils perdent malheureusement durant l'algarade Sang-hwa, qui a bloqué jusqu'au dernier moment les contaminés, ainsi que la vieille dame. Seok-woo, qui a promis à Sang-hwa de s'occuper de sa femme et de son enfant, agresse physiquement Yong-seok une fois en sécurité. Celui-ci, pour se justifier, accuse leur petit groupe d'être contaminé ; les autres passagers, prenant son parti, les rejettent vers la plate-forme suivante, et bloquent l'accès de l'intérieur de leur wagon. Malheureusement pour eux, la sœur de la vieille femme lui ouvre l'autre porte, ce qui déclenche le massacre dans le wagon.
Le train arrive à la gare suivante, mais ne peut aller plus loin : un carambolage entre deux trains bouche la voie. Le chauffeur prévient qu'il va chercher une autre locomotive pour la placer près de leur train, afin que les passagers puissent la rejoindre facilement. Il ne reste alors plus que huit survivants, en plus du chauffeur : Yong-seok et le dernier steward ont réussi à se réfugier dans des toilettes. Tout le monde s'apprête à sortir ; Yong-seok trahit le steward en le projetant vers les contaminés. Jin-hee et Yeong-gook sont séparés du reste du groupe, et sont contaminés à cause d'une nouvelle traîtrise de Yong-seok. Celui-ci court vers la locomotive que le chauffeur a réussi à prendre, mais ce dernier est contaminé à son tour alors qu'il essayait d'aider Yong-seok à rejoindre la locomotive. Yong-seok part seul, tandis que Seok-woo, Soo-ahn et Seong-kyeong arrivent à grimper in extremis sur l'engin, le vagabond s'étant sacrifié pour leur permettre de fuir. Yong-seok a malheureusement été lui aussi mordu, et il blesse également Seok-woo avant que celui-ci ne le jette par-dessus bord. Seok-woo installe sa fille et Seong-kyeong aux commandes de la locomotive, leur fait ses adieux et se rend à l'arrière où, totalement transformé, il finit par tomber sur les rails.
Arrivées au tunnel qui doit les conduire à Busan, Soo-ahn et Seong-kyeong doivent descendre de la locomotive, la voie étant bloquée. Elles avancent dans le tunnel, vers les forces armées qui contrôlent Busan. Celles-ci, dans l'incapacité de savoir si elles sont contaminées, ont d'abord l'ordre de les tuer. Entendant la petite chanter pour son père, les soldats reçoivent un contrordre et partent les aider.

## Thèmes

### Traumatisme national
Les films d’horreur apportent souvent des monstres terrifiants qui semblent irréalistes, pourtant, leurs formes grossières et angoissantes sont souvent une métaphore d’un traumatisme historique. En effet, selon Lowenstein, dans le genre de l’horreur, on donne l’opportunité au spectateur de faire face au traumatisme, plutôt que d’essayer de le guérir ou de s’en cacher. Dans le film Dernier Train pour Busan, la figure du monstre représente un traumatisme historique par une des tragédies les plus importantes en Corée du Sud, le naufrage du ferry Sewol. Le 16 avril 2014, le ferry Sewol coula, emportant dans les eaux avec lui 306 personnes, dont approximativement 250 élèves et 11 professeurs de l'école de Danwon. Cet incident n’était rien d’autre que le résultat d’avidité et d'égoïsme de la part du capitaine et de l'équipage. La négligence a été la principale raison de cette tragédie puisque, la journée de l’incident, l’équipage avait chargé le double de la charge limite autorisée sur le bateau et ils ont menti pour pouvoir naviguer. De plus, plusieurs inspecteurs ont été achetés pour garder le silence, ce qui a permis de cacher la poussière sous le tapis. Lors du naufrage, le capitaine a dit aux passagers de rester à bord, et, dès l’arrivée du premier bateau de la garde côtière, le capitaine et son équipage sont montés à bord, laissant derrière eux les enfants dans les cabines. À l'arrivée de plus de renfort, il était trop tard.
Pour le réalisateur Sang-ho Yeon, les zombies ont toujours été les monstres les plus intéressants, puisqu’ils étaient des agresseurs mais aussi des victimes. En effet, le simple fait de l’existence du zombie témoigne du fait qu’il était un humain qui s’est fait mordre. De ce point de vue, les zombies représentent alors parfaitement l’incident du ferry de Sewol, principalement le capitaine et l’équipage. Bien qu’ils soient des victimes de cet incident, ils en sont rapidement devenus les monstres par leur abandon des autres passagers. Ce lien est particulièrement mis en valeur par le personnage de Yong-suk, un riche homme d’affaires, qui, à la fin, se retrouve à conduire le train final qui permettrait aux trois personnages restants (Le personnage principal, Seok-Woo, sa fille Su-an, et l’autre passagère Sung-kyeong) de se rendre en sécurité à Busan. Mais alors que Yong-suk se retourne, il est infecté et dans le processus de transformation. De ce fait, il attaquera alors les trois et finira par mordre Seok-Woo, qui sera forcé d’abandonner sa fille et de se jeter en bas du train. Le conducteur du train, qui est seulement une victime de cette tragédie, deviendra un agresseur et amènera la mort en plus de la séparation d’un père et d’une fille, un autre élément important qui rappelle à la tragédie du ferry de Sewol en raison de nombreux parents qui ont été séparé de leurs enfants à la suite de cette tragédie, par sa transformation symbolique en zombie.  

### Classes sociales
Dans plusieurs films de zombies, les morts-vivants représentent souvent la plaie de la classe sociale inférieure, car on considère les zombies comme des êtres qui nuisent à la productivité de notre société, il faut donc s’en débarrasser. Le film Dernier Train pour Busan ne fait pas exception à cette habitude, et le réalisateur Sang-ho Yeon utilise la culture coréenne et son effet sur la séparation des classes sociales pour créer ses zombies. En Corée du sud, une expression courante qui témoigne de la haine envers le niveau le plus bas des classes sociales, les pauvres, plus particulièrement les sans-abris, est purangin, qui se traduit par « celui qui erre ». En effet, dès le début du film, le réalisateur crée un parallèle entre les zombies et le personnage purangin du film, qui n’a pas de nom, donc aucune identité mis à part le fait qu’il est purangin. Alors que le spectateur observe le plan qui présente une jeune fille infectée entrer dans le train, celle qui commence l’infection, on passe ensuite à un plan de deux inspecteurs qui cognent à la porte d’une toilette, où son utilisateur semble gémir. Le spectateur pense alors qu’il s’agit probablement du zombie qui se transforme de l’autre côté de la porte, mais alors qu’on l’ouvre il s’agit du purangin.  Un lien mental est formé pour le spectateur entre le zombie et le purangin, les plus bas de la classe sociale, qui errent dans le train alors qu’ils ne devraient pas y être. Le désir de la société coréenne de séparer les classes sociales est aussi présenté par la forme du zombie. Durant tout le film, les survivants, qui représentent l’élite riche de la société qui réussissent, se cachent dans des wagons, et une simple porte vitrée les séparent du wagon d’à côté, rempli de zombies, qui cherchent à les atteindre sans pouvoir y parvenir. Les survivants et les zombies, les purangin, sont séparés et bien que les zombies essayent de joindre cette classe supérieure, ils ne peuvent pas y accéder car les survivants le refusent.

### Capitalisme
Dans plusieurs cultures du monde, le capitalisme est le moteur qui fait rouler notre société, il est notre raison de vivre et de se réveiller tous les matins pour aller travailler. Dans le film Dernier train pour Busan les zombies représentent bien cette culture workaholic qui découle du capitalisme par la culture ppalli-ppalli coréenne, qui se traduit directement par vite-vite. Il découle du fait que la Corée du Sud est un pays qui s’est développé très rapidement, ce qui a créé une culture qui encourage le besoin de toujours se dépêcher et de plus travailler pour soutenir le système, car si on ne finit par le travail assez rapidement, nous sommes inutiles. Dans le film, le train qui transporte les passagers est un KTX (Korean Train Express), qui se déplace en moyenne à 305 km/h. Le train représente alors la culture ppalli-ppalli, plus précisément, ses points positifs, alors que les zombies représentent son potentiel destructeur. Le fait que les zombies de Dernier Train pour Busan sont extrêmement rapides est un indice révélateur de leur symbolisation de cette culture. En effet, la Corée du Sud a connu de nombreux accidents majeurs en raison de cette culture, un désir d’aller trop vite qui a empêché le gouvernement de s’assurer correctement de la sécurité d’une infrastructure ou d’un système. La raison d’existence des zombies dans le film est aussi par un manque de sécurité, car le virus n’a pas pu être contenu et s’est diffusé. Lors de la dernière scène du film ou les trois personnages restants, Seok-Woo, Su-an et Sung-Kyeong montent à bord du dernier train qui les amènera en sécurité à Busan, les zombies réussissent à rattraper le train, et ils s’accrochent tous à l’arrière, créant une longue file humaine qui commence à ralentir le train par leur poids. Cette scène symbolise parfaitement comment les avancées technologiques créées rapidement par cette culture ppalli-ppalli, sont souvent retardées par la cause même de leur existence, en raison de négligence pour favoriser le progrès par-dessus la sécurité.

## Fiche technique
Sauf indication contraire, les informations mentionnées dans cette section peuvent être confirmées par la base de données cinématographiques IMDb,  présente dans la section « Liens externes ».
- Titre original : 부산행
- Titre international : Train to Busan
- Titre français : Dernier train pour Busan
- Réalisation : Yeon Sang-ho
- Scénario : Yeon Sang-ho et Park Joo-suk
- Musique : Jang Young-gyu
- Photographie : Lee Hyung-deok
- Son : Choi Tae-young
- Montage : Yang Jinmo
- Direction artistique : Lee Mok-won
- Production : Dong-Ha Lee
- Sociétés de production : Next Entertainment World, RedPeter Film et Movic Comics
- Sociétés de distribution : NEW ; ARP Sélection (France)
- Budget : 8,5 millions de dollars[10]
- Pays de production :  Corée du Sud
- Langues originales : coréen et hawaïen
- Format : couleur - 1,85:1 - D-Cinema - Dolby Digital Stereo
- Genre : horreur
- Durée : 118 minutes
- Dates de sortie :
  - France : 13 mai 2016 (Festival de Cannes[11]) ; 17 août 2016 (sortie nationale)
  - Corée du Sud : 20 juillet 2016
  - Québec : 21 juillet 2016 (FanTasia)
  - Belgique : 2 novembre 2016
- Classification :
  - France : interdit aux moins de 12 ans lors de sa sortie en salles / interdit aux moins de 16 ans lors de sa diffusion à la télévision[réf. nécessaire]

## Distribution
- Gong Yoo (VF : Pascal Nowak) : Seok-woo, le trader
- Jeong Yu-mi (VF : Nina Broniszewski-Madre) : Seong-kyeong, la femme enceinte
- Ma Dong-seok (VF : Stéphane Bazin) : Sang-hwa, le mari de Seong-kyeong
- Kim Su-an (VF : Bianca Tomassian) : Su-an, la fille de Seok-woo
- Kim Eui-sung : Yon-suk, le PDG
- Choi Woo-shik (VF : Alexandre Nguyen) : Yong-guk, l’adolescent joueur de baseball
- Ahn So-hee (VF : Jeanne-Marie Ducarre) : Jin-hee, la copine de Yong-guk
- Ye Soo-jung (en) : In-gil, la sœur aînée de Jong-gil
- Park Myung-sin (ko) : Jong-gil, la sœur d'In-gil
- Choi Gwi-hwa : le SDF
- Jung Suk-yong (ko) : le conducteur du train KTX
- Jang Hyuk-jin (en) : Ki-chul, un employé du train
- Kim Chang-hwan (ko) (VF : Arthur Pestel) : Kim Jin-mo, l'adjoint de Seok-woo
- Kim Min-seok (VF : Jean-François Aupied) : Yong-seok, le joueur de base-ball au no 1
- Kim Yool-ho : un homme en costume
- Sim Eun-kyeong : la fille qui fuyait
- Yeon Sang-ho : un opérateur de la salle de contrôle (voix)

## Accueil

### Sorties internationales
Sous le titre de Train to Busan, le film a été sélectionné et présenté, le 13 mai 2016, « hors compétition » en « Séances de minuit » au Festival de Cannes 2016.
En Corée du Sud, alors que sa sortie nationale est prévue le 20 juillet 2016, le film est projeté en avant-première le 1er juillet avec 727 spectateurs, puis le 15 juillet avec 559054 curieux, ce qui fait en total 561 176 entrées. Il finit à 11 565 827 entrées, ce qui constitue la 15e meilleure performance pour un film coréen (11e au moment de la sortie).
En France, à sa sortie à Paris le 17 août 2016, 691 spectateurs voient le film (14 salles) et, on compte 15 238 entrées pour 256 salles dans l'ensemble du territoire. Il termine sa carrière en France à 275 938 entrées, ce qui est honorable pour un film asiatique : au moment de sa sortie, seuls deux films coréens avaient fait mieux (Snowpiercer et Ivre de femmes et de peinture), et depuis, seuls deux autres films coréens l'ont dépassé (Parasite et Mademoiselle).

### Accueil critique
Lors des festivals, des critiques écrivent que ce film est peu original dans sa mise en scène, notamment Clément Ghys du Next-Libération qui estime que « sa structure obéit à celles de tous les films catastrophes (...). Certaines scènes (...) séduisent mais l’ensemble pèche par un manque de mise en scène. D’autant que le film, refusant de se cantonner à l’intérieur agité du train et passant son temps à vouloir nicher son action ailleurs, ne fait jamais vraiment peur ».
De son côté, Cécile Mury de Télérama souligne : « Le réalisateur déniche dans chaque recoin de cet espace étroit, tout en longueur, des occasions de suspense haletant, de formidables idées de mise en scène. (...) pas seulement parce qu'on nous dit que l'épidémie est un effet secondaire de la course au profit, de la spéculation autour d'une industrie biochimique manifestement peu fiable, mais aussi parce que le film démontre, à sa manière ludique et ultra-violente, que la seule chance de survie passe par l'entraide ».
Lors de la sortie, Léo Soesanto des Inrockuptibles loue le film pour une « action […] merveilleusement lisible et [une] tension savamment entretenue ». Pour L'Obs, le film est « intelligent, vif et combine brio formel et enjeux humains. [...] la mise en scène trouve toujours matière à repousser les limites du genre. ».
Pour Vincent Malausa de L'Obs, ce film « est certainement le meilleur film de zombies de ces vingt dernières années.[...] Yeon est un cinéaste engagé, ses films traitent de sujets brûlants. […] Les zombies — sortes de désespérés et de naufragés de la crise économique et du capitalisme sauvage qui sévit en Corée — mettent en lumière les dissensions entre les vivants, qui […] se divisent en castes sociales et en produits d'une société malade. ». Jean-Michel Frodon sur Slate considère le film comme une fable semblable à « La Chevauchée fantastique de John Ford, avec les morts-vivants à la place des indiens en révélateurs violents des tensions internes d'une société. […] tous les ressorts dramatiques du scénario mettent en accusation les vrais monstres, qui ne sont pas les zombies mais les patrons, les financiers, et plus généralement l'individualisme, l'égoïsme, la soif de réussite et la peur des autres, fondements du libéralisme, en l’occurrence mâtiné de dirigisme malhonnête de l'État. ».
Sur Slate, Jean-Michel Frodon souligne que le fait que Busan soit la seule ville échappant au désastre peut faire à la fois référence au « périmètre de Busan » qui était la zone sud-coréenne au moment de l'avance extrême des troupes nord-coréennes, à l'été et à l'automne 1950, durant la guerre de Corée ; et au statut de la ville qui héberge le Festival international du film de Busan et qui, « dans un environnement moins favorable avec l’arrivée au pouvoir en février 2013 de Park Geun-hye, la fille de l’ancien dictateur Park Chung-hee », est « la capitale d'un cinéma coréen en conflit ouvert avec les autorités » qui ont souhaité empêcher la diffusion d'un documentaire sur le naufrage du Sewol le 16 avril 2014 qui a fait 304 morts, qui « met gravement en cause les autorités, tant pour la gestion de la catastrophe que pour le blocage ou la manipulation des informations la concernant. ».
Le film est régulièrement cité aux places d'honneur dans des listes de meilleurs films de zombies de tous les temps. Il apparaît ainsi à la neuvième place de la liste dressée par le site spécialisé Bloody Disgusting, à la treizième de celle du site Collider, à la quatorzième de celle du magazine Première, à la seizième de celle du magazine Time Out et à la vingt-et-unième de celle du site Paste.

### Box-office
| Pays ou région | Box-office         | Date d'arrêt du box-office | Nombre de semaines |
| -------------- | ------------------ | -------------------------- | ------------------ |
| Corée du Sud   | 11 222 966 entrées | 21 août 2016               | 7                  |
| États-Unis     | 2 129 768 $        | 2 février 2017             | 28                 |
| France         | 275 938 entrées    | 9 novembre 2016            | 13                 |
| Monde          | 99 329 768 $       | 2 février 2017             | 28                 |

En ce premier week-end de sa sortie nationale, du 22 au 24 juillet 2016, 3 200 000 spectateurs assistent à ce film d'horreur, soit un total de 5 300 000 entrées depuis l'avant-première du 1er juillet 2016 ; ce qui lui permet d'être au premier rang du box-office sud-coréen. Il est détrôné le week-end suivant (31 juillet) par Operation Chromite de Lee Jae-han avec 8 400 000 spectateurs. Après six week-end, le 14 août, il atteint 10 800 000 entrées, en cinquième position.
En France, il entame sa première semaine d'exploitation avec 112 016 entrées. Il finit son exploitation le 9 novembre 2016 au bout de treize semaines d'exploitation en salles, avec un total de 275 462 entrées.

## Distinctions

### Récompenses
- FanTasia 2016 — sélection « Screen Anarchy »[40] :
  - Prix du public du meilleur film asiatique
  - Cheval noir du meilleur film
- Festival international du film de Catalogne 2016 :
  - Meilleur réalisateur
  - Meilleurs effets spéciaux
- Toronto After Dark Film Festival 2016[41] :
  - Meilleur film
  - Meilleur film d'horreur

### Nominations et sélections
- Festival de Cannes 2016 : sélection « Séances de minuit »
- Festival international du film de Melbourne 2016 — sélection « Night Shift »[42] : Film le plus populaire

## Préquelle et suite
Une préquelle animée est réalisée par Yeon Sang-ho. Seoul Station sort en 2016, quelques mois seulement après Dernier train pour Busan.
En août 2018, il est annoncé qu'une suite est en préparation par le même réalisateur Yeon Sang-ho. Intitulée Peninsula, elle est sortie en Corée du Sud en juillet 2020.